# 札幌市資料館
札幌市資料館（さっぽろししりょうかん）は、北海道札幌市中央区にある、札幌市が所有する資料館である。大正末から昭和戦前期の刑事法廷を復元した「刑事法廷展示室」を備えるほか、札幌市の街の歴史と文化についての展示・紹介、またミニギャラリーを利用した市民の文化活動の展示発表などがおこなわれている。建物は旧札幌控訴院時代の建築物であり、国の重要文化財に指定されている。

## 概要

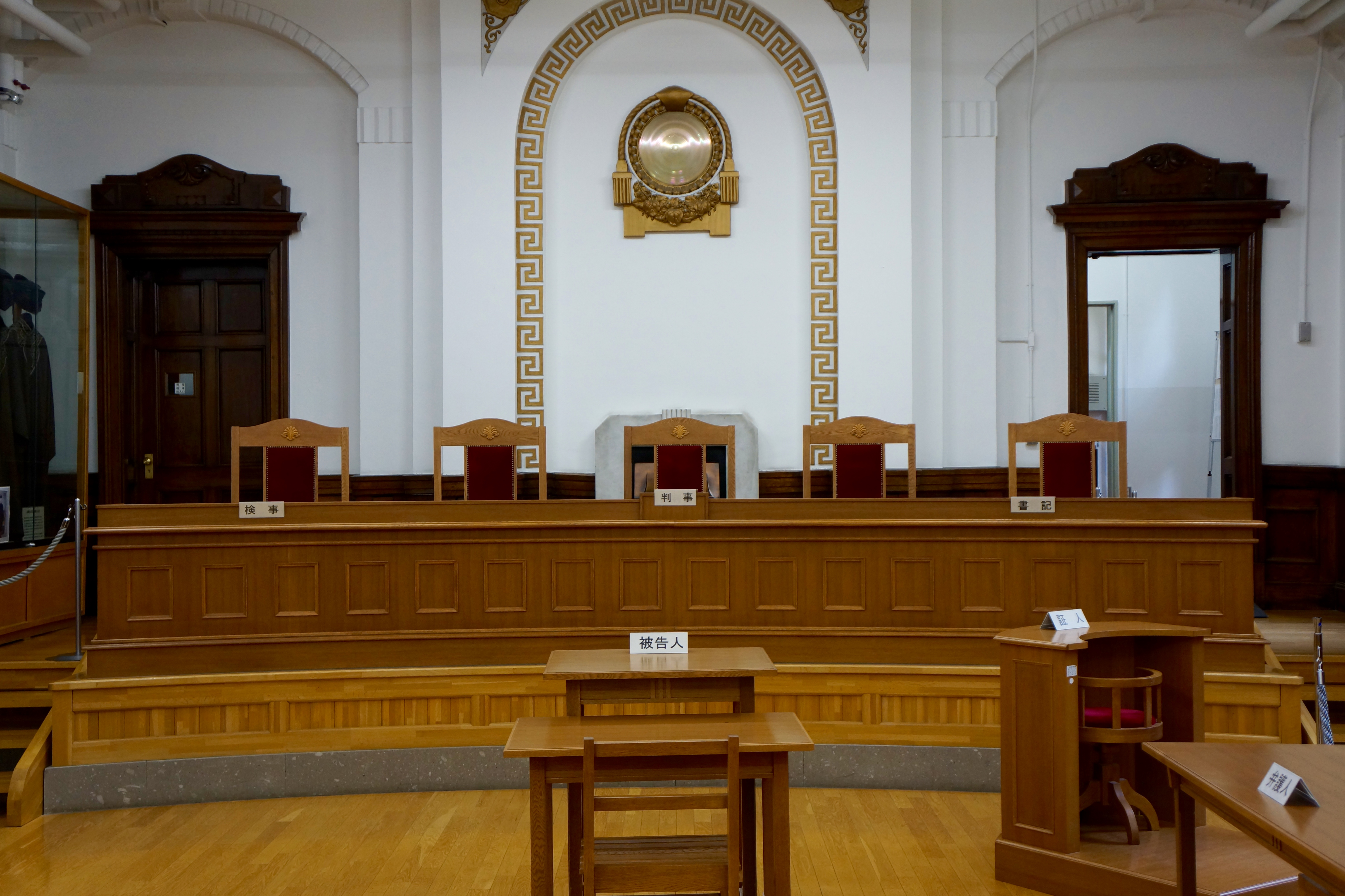
刑事法廷の展示

当地にあった札幌高等裁判所が1973年（昭和48年）に移転したのを受けて、その跡地と建物を利用して同年11月3日に開館した。大通公園の西端に隣接し、東端のさっぽろテレビ塔に対し、東西に長い公園の西側を締めくくる位置にある。
建物はもともと札幌控訴院の庁舎として大正の末年1926年（大正15年）8月に建てられた建築物であり、第二次世界大戦後は札幌高等裁判所として長く使われていた。1997年（平成9年）に国の登録有形文化財に北海道内で初めて登録され、2020年（令和2年）には国の重要文化財に指定された。指定名称は「旧札幌控訴院庁舎」および「附 門」である。
札幌市資料館は、同じ建物内にあった「北海道文学館」の移転を受けて1995年（平成7年）9月28日に新装開館し、市民向けのギャラリー6室と札幌出身の漫画家の「おおば比呂司記念室」が開設されている。
その後、さらに札幌市考古資料室などが「札幌市文化資料室」として旧札幌市立豊水小学校跡へ移転すると建物内部を大幅に改装し、2006年（平成18年）11月3日に大正時代の控訴院の法廷が復元されて公開された。
2006年（平成18年）8月1日より民間の指定管理者が管理・運営を行っている。

### かつてあった展示

#### 北海道文学館
1979年（昭和54年）3月8日、建物の南側半分の貸与を受けて「北海道文学館」の展示室、閲覧室、収蔵庫が開設され、その事務局も設置された。これは1966年（昭和41年）の設立以来、デパートや公共施設での文学展などを展開しながら資料収集をおこなってきた任意団体の北海道文学館が初めて備えた常設の展示スペースでもあった。その後1984年（昭和59年）11月3日には札幌出身の作家・船山馨の直筆原稿や書簡、文房具などを展示する「船山馨記念室」が新設され、翌1985年（昭和60年）4月には札幌市にゆかりのある作家たちの資料を集めて「札幌文学展示室」が設けられるなど、かつては文学関連の資料・展示が豊富であった。
北海道文学館はその後1988年（昭和63年）に任意団体から財団法人に移行し、1995年（平成7年）9月22日に北海道立文学館が開館するのにともない、管理運営を北海道教育委員会から委託されて市資料館からは移転した。「船山馨記念室」および「札幌文学展示室」は北海道文学館の転出後も存続したが、1997年（平成9年）4月の一部リニューアルの際に廃止となった。

#### 札幌市考古資料室
そのほか、1977年（昭和52年）11月3日に開設された「札幌市考古資料室」が長く存在していたが、これは2006年（平成18年）4月に「札幌市文化資料室」（現・札幌市公文書館）として旧豊水小学校跡へ、拡張する形で移転している。

## 建物

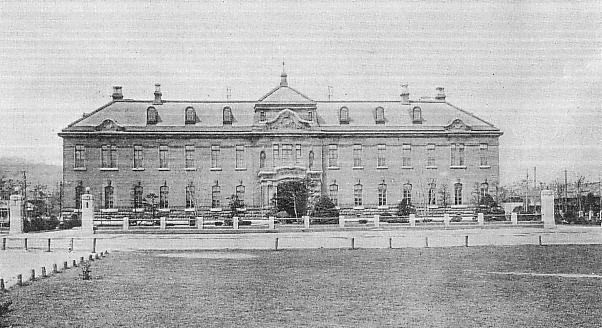
控訴院時代の写真（『司法省及裁判所廳舎寫眞帖』より）

現在、札幌市資料館となっている建物は、1921年（大正10年）末に函館から移転してきた札幌控訴院および札幌控訴院検事局の新庁舎として作られたものである。建設は難航し、1922年（大正11年）4月に起工するものの、財政難と関東大震災によって規模を縮小する設計変更を余儀なくされ、1924年（大正13年）6月に上棟式にこぎつけたが同年末に工事は一時中断、1926年（大正15年）8月に完成したものである。
敗戦後、札幌控訴院が札幌高等裁判所に改組されて以降も、1973年（昭和48年）に札幌高等地方簡易裁判所合同庁舎（大通西11丁目、1973年2月竣工）に移転するまで用いられた。なお、控訴院の庁舎は全国8箇所に建築されたが、現存するのは当資料館のほかには、名古屋市市政資料館となっている旧名古屋控訴院（1922年〈大正11年〉竣工）のみである。
建物外観は一見すると純粋な石造建築だが、実際の建築構造は、外壁に札幌軟石を積み、内壁（室内側）には石材ではなく煉瓦（レンガ）を積み上げた組積造であり、さらに2階の床部分と梁・階段・柱など一部は鉄筋コンクリート造となっている。新旧の構造技術が織り交ざる過渡期を象徴する珍しい形式である。設計は司法省会計課によるもので、設計担当者は浜野三郎と推定されている。技師長は山下啓次郎、実施の細部設計は技手の森兵作、朝倉益也、森久太郎が担当しており、国の重要文化財指定は「司法省の盛期の設計を伝える」と評価している。
外壁に用いられている札幌軟石は、戦前には主に装飾用として盛んに利用された石材だが、戦後には石資源の枯渇もあって採石はほとんどおこなわれなくなった。札幌軟石を使用した建築物も建て替えとともに消えていき、今では数えるほどしか残っていない。札幌市資料館は札幌軟石を用いた、現存する市内最大の建築物と言える。
札幌高等裁判所の新築移転のため1970年（昭和45年）に国と市が土地交換し、札幌高裁が新庁舎へ移転したのち、建物も解体される予定であった。しかし北海道文化財保護協会などから陳情がおこなわれ、昭和47年に保存が決定、建物の所有権も国から札幌市に引き渡された。裏手にあった木造平屋建の附属庁舎は取り壊し、本庁舎のみを昭和48年11月に資料館として開館した。
建物は、1997年（平成9年）5月に北海道内で初めて国の登録有形文化財として登録され、さらに2020年（令和2年）12月には「旧札幌控訴院庁舎1棟 附 門2所」として国の重要文化財に指定された歴史的建造物である。重要文化財指定は、札幌市内の建造物としては7年ぶり、札幌市が所有する建造物としては1970年（昭和45年）6月に旧 札幌農学校演武場（時計台）が指定されて以来、50年ぶりであった。
1987年（昭和62年）5月から夜間のライトアップがおこなわれている。